# Bipassalozetes reticulatus
Bipassalozetes reticulatus är en kvalsterart som först beskrevs av Mihelcic 1957.  Bipassalozetes reticulatus ingår i släktet Bipassalozetes och familjen Passalozetidae. Inga underarter finns listade.